# Viza (hal)
A viza (Huso huso) a csontos halak (Osteichthyes) főosztályának a sugarasúszójú halak (Actinopterygii) osztályába, ezen belül a tokalakúak (Acipenseriformes) rendjébe és a valódi tokfélék (Acipenseridae) családjába tartozó faj.
A többi tokfélénél jóval nagyobbra növő és sokáig élő halfaj, hiszen életkilátása a száz évet is meghaladhatja. Európa legnagyobb édesvízi hala endemikus élőlény a Kaszpi- és Fekete-tengeri medencében, és kisebb állománya megtalálható az Adriai-tenger vízrendszerében.
Intenzív halászata és az ikrájából készített nagyon értékes beluga- vagy fekete kaviár miatti túlhalászás, és az orvhorgászat következtében állománya jelentős mértékben lecsökkent. Az élettere is jelentősen beszűkült, hiszen a folyószabályozások során épített vízlépcsőkön elakad, és nem tud a folyók felsőbb részébe jutni.
Magyarországon a korábban nagy jelentőségű vizafogás, amely egykor a halászat meghatározó jelentőségű ágazata volt, mára teljesen ellehetetlenedett. Horgászata nagyobb mértékben csak a tengerparti országokban lehetséges, de az állománya olyan mértékben megritkult, hogy a washingtoni egyezmény döntése értelmében hivatalosan csak a tenyésztett halak ikráját lehet nemzetközi kereskedelmi forgalomba hozni.

## Elnevezései
A magyar halászok körében régen nagy népszerűségnek örvendő viza több népnyelvi elnevezést is kapott. Ilyenek például a fajtok, az orhal, a szinviza, a vizahal és a viza-tok. Tudományos nevét: Huso huso az etimológia a görög eredetű hus szóból vezeti le, mely magyarul disznót jelent.
Más nyelvekben is visszaköszön orosz elnevezése a «белуга» (beluga), amely a «белый» (fehér) szóból eredeztethető. Magyarországon is számon tartják az ínyencek a nagyon finomnak tartott és rendkívül drága beluga kaviárt, mely a viza ikrájából is készül. Az általánosnak mondható 113,6 grammos beluga viza-kaviár ára 80 000 forint.

## Előfordulása
A Fekete-tengerben és a Kaszpi-tengerben, valamint ritkábban az Adriai-tengerben és a vízrendszerükhöz tartozó folyóvizekben honos. Ívásakor a tengerbe ömlő folyókba vonul. Korábban a folyóvíz szabályozások előtti időkben egészen messzire felhatolt. Bécsben vizamészárszékek működtek és onnan szállították tovább szekéren a halat a francia és a lengyel piacokra. Napjainkban a vízlépcsők megépítése miatt ez a távolság jelentősen lecsökkent és eltűnt a hal sok folyószakaszról.

## Megjelenése
Rendkívül lassan, de óriásira növő anadrom faj. A legnagyobb, rekord méretű példány 7,2 méter hosszú és 1571 kilogramm tömegű volt. A vizák (Huso nemzetség) a világ legnagyobb édesvízi halai. A csontos halak főosztályába tartoznak, de a vázuk porcos, ezért egyfajta porcos ganoidnak tekinthető.
Teste többé-kevésbé csupasz, rajta 5 sorban elhelyezkedő csontvértek és elszórva csontszemcsék vagy más néven vértpikkelyek (ganoid pikkelyek) fedik. A fején csontos pajzsok találhatók. Négy bajuszszála az alsóállású száj előtt helyezkedik el. Állkapcsa előretolható. Orra tompa, bajuszszálai hengeresek és rojtosak. Szája nagy, alulról eléri a fej két szélét. Alsó ajka középen megszakított, ellentétben a sima tokkal.

### Alfajai
A vizának négy alfaja van:
- Huso huso huso – a Fekete-tenger nyugati fele, Adriai-tenger
- Huso huso orientalis – a Fekete-tenger keleti fele
- Huso huso maeoticus / Acipenser huso Linnaeus (beluga) – Azovi-tenger
- Huso huso caspicus – Kaszpi-tenger

### Hasonló fajok
Legjobban közeli rokonaihoz a valódi tokfélékhez hasonlít, de markáns nagy méretével eltér tőlük. Különböznek továbbá, hogy a vágó toknak nemcsak az alsó ajka megszakított, hanem a felső is két félre osztott. A sima toknak az ajka nincs megszakítva és a bajuszszálai rojtozottak. A sőregtok orra feltűnően hosszú és vékonyabb. A szibériai tok szája kisebb, bajuszszálai közelebb állnak az orrcsúcsához, mint a szájhoz. A kecsege szája kicsi és a bajuszszálai rojtozottak.

## Életmódja

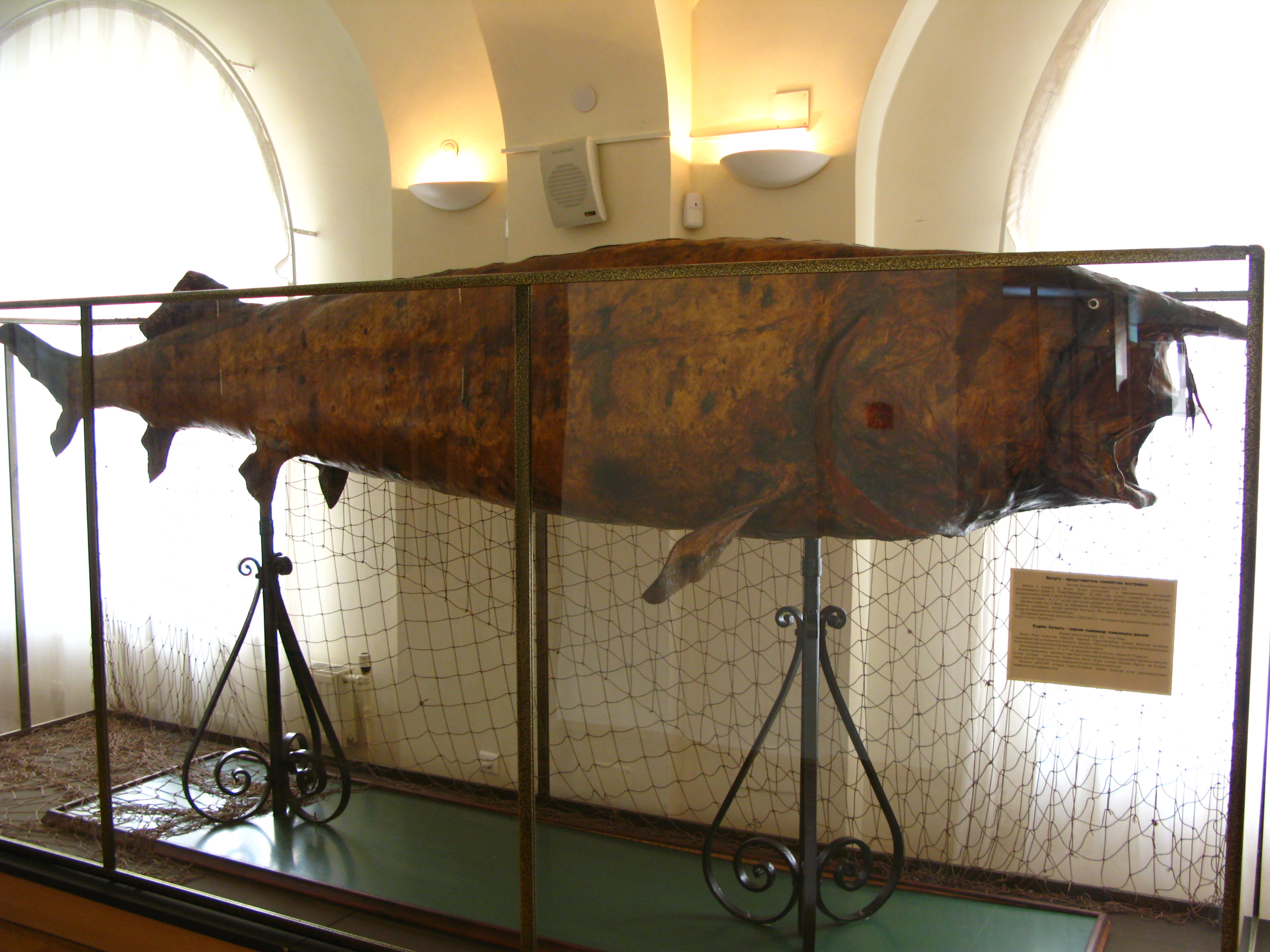
1000 kg-os, 417 cm hosszú viza, amelyet a Volga folyóból fogtak (Tatár Köztársaság Nemzeti Múzeuma Kazany, Oroszország)

A viza mozgása kissé nehézkes. Életének egy részét a tengerben, másik részét a folyókban tölti. A fiatal állat a homokban keresgéli férgekből, lárvákból, csigákból és kagylókból álló táplálékát, idősebb korában kisebb halakat is fogyaszt.

## Szaporodása
Ivarérettségét csak 12–18 éves korában éri el, de 100 évig is élhet. A vizák évente két hullámban úsznak fel a tengerről ívásra, a folyók sekélyebb vizeire. Az állomány egy része ősszel úszik fel a folyókon, ahol a víz fenekén egy-egy mélyedésben vagy gödörben áttelelnek. A másik részük csak tavasszal kezdi meg a vándorlást.
Az ívásra március és május körül kerül sor, a folyók sóderes, köves aljzata fölött. Egy nőstény több százezer, de akár hétmillió(!), 2,5-3 milliméteres átmérőjű ikrát rak le. A körülbelül 8 nap alatt kikelő lárvák további 9 nap után kezdik meg önálló táplálkozásukat. A szülők az ívás után azonnal visszatérnek a tengerbe. Az ivadék sem időz az édesvízben, hanem a folyók deltavidékének félsós vizébe, majd néhány év után a nyílt tengerbe vándorol.

## Kárpát-medencei előfordulása

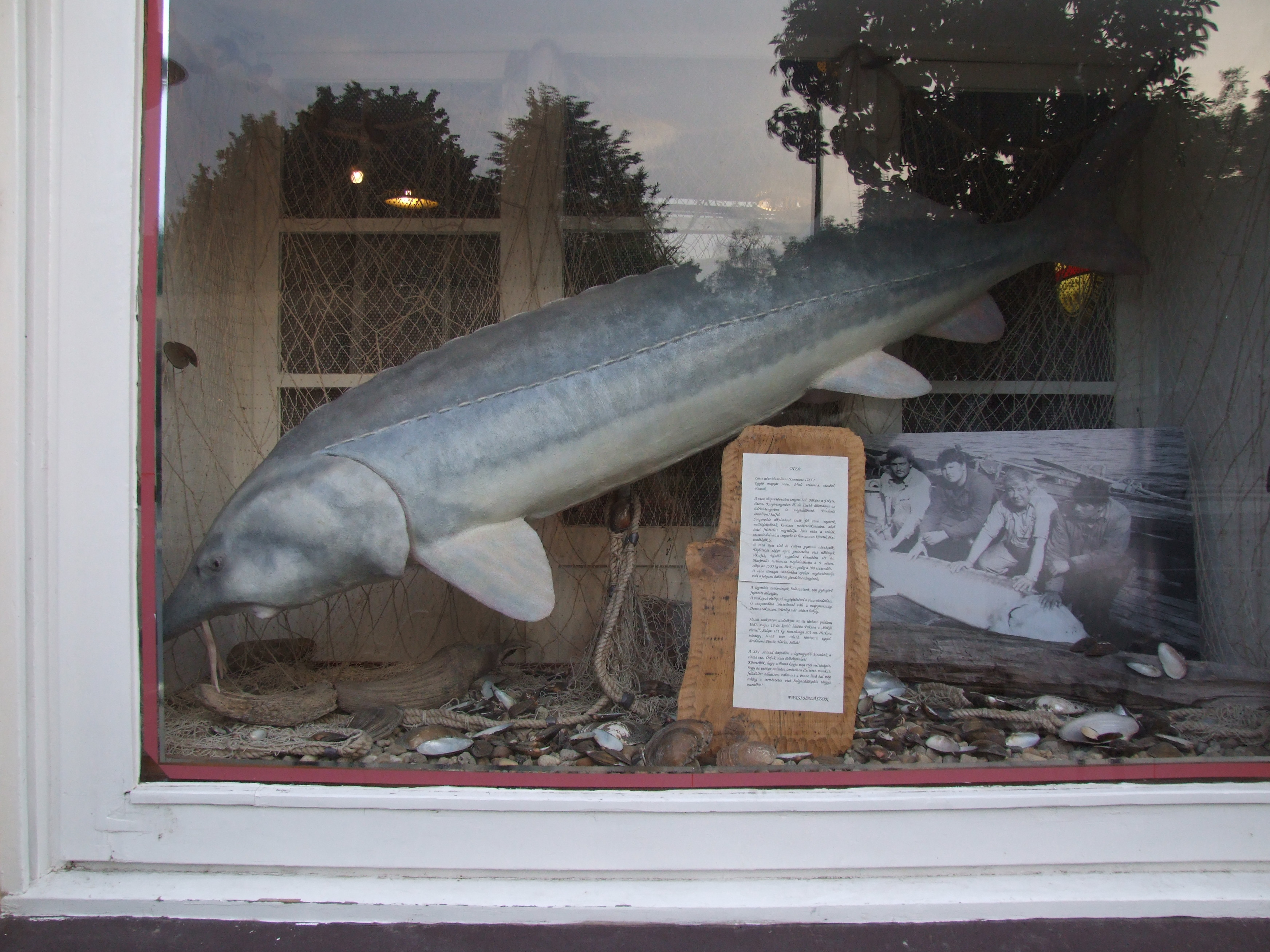
1987-ben Pakson fogták ki egy óriási példányát. Emlékkiállítása a Hangulat nevű egykori paksi eszpresszó kirakatában volt

Magyarországi folyóvizekben a halászok körében korábban oly nagyra tartott állománya mind a Dunán, mind a Tiszán a Vaskapu-szorosnál épített erőműveknek és a vízszennyezettség fokozódásának hatására drasztikusan lecsökkent. Az utóbbi évszázad második felében feljegyzett vizafogások a Duna magyar szakaszán már eseményszámba mentek. Ezzel szemben 1554-1555-ből származó források szerint több mint 160 vizát fogtak a halászok a vizafogókban.

### A viza említései magyar történelmi forrásokban
A Képes krónika leírja, hogy 1053-ban I. András a Győr alatt állomásozó III. Henrik német-római császár éhező seregének megsegítéséül küldött többek között ötven vizát. Egy 1230-as oklevél alapján IV. Béla, ekkor még ifjabb király a heiligenkreuzi cisztercita kolostornak 200 vizát (husones - wizahal) ajándékoz évente. V. Ince pápa 1276. évi bullájában Izsánál a vizafogást említi. 1318-ban István veszprémi püspök egy váci dunai Tanya viza-halászóhelyet és más birtokokat elcserél Károly Róberttel. 1338-ban Fejér vármegyei Tolve melletti dunai viza-fogókat említenek egy birtokátadás kapcsán. 1397-ben Ebed felső részén a Duna mellett az esztergomi káptalan viza és tokhalászó birtokát említik. 1423-ban György passaui püspök személyesen győződött meg az esztergomi érsekség vizahalászatának gazdagságáról. 1434-ben a nyúlszigeti apácák perében wyzafolowgy-at említenek. Állítólag 1447-ben Beatrix királyné 105 dukátért 21 vizát vásárolt a gútai halászoktól. Az adat hitelessége Beatrix születési évének ismeretében, erősen megkérdőjelezhető. A 15. század végén a vizahalászat (eladás) bevétele külön jövedelmi tétel volt az esztergomi érsekség számadáskönyveiben (például Gútáról, Naszvadról), melyből a legtöbbet a királyné vásárolt. Valamikor 1498-1511 között gróf Szentgyörgyi Farkas vizafogót építtetett a Dunán. Ennek gátját a komáromi várnagy Korlátkövi Osvát széthányatta, amiből per kerekedett, de végül II. Ulászló közbelépett s magára vállalta a per folytatását. Oláh Miklós humanista beszámolójában arról tudósít, hogy az 1537. esztendőben különösen eredményes dunai halászat alkalmával sikerült mintegy ezer vizát fogni. Az 1592-es urbárium is említi a komáromi vizafogókat. A viza kereskedelméhez a komáromi jegyzőkönyvekben is találni adatokat a 16. század végéről. 1710-ben Somorjánál több nagy vizát fogtak ki, a legnagyobb 320 fontot nyomott.
A 18. század elején Bél Mátyás így írt a dunai tokhalászatról:
Ha mennyiségében nem is, de halainak nemességében bizony megelőzi a Duna a Tiszát. Többek között bővelkedik tokfélékben, melyeknek páratlanul csodálatos halászásával Magyarország büszkélkedik.
Károli János 1877-ben már ritkaságként említette a dunai tokféléket, és fogyatkozásukról így vélekedett:
Ez nagy jelentőségű kérdés, méltó arra, hogy a hazánk anyagi érdekeivel foglalkozó kormányférfiak is egy kis figyelmet fordítsanak reá.
Az 1950-es évekig még megtalálható volt a Duna és a Tisza vízrendszerében. A Dunán a viza számított a legnagyobb és a legértékesebb mindennapos halnak. Gyakran óriási (100–500 kg-os) példányai is előfordultak a halászzsákmányokban. Budapest XIII. kerületének középső részét máig Vizafogónak nevezik. Egykor minden nagyobb folyónkból halászták; a Drávából, a Tiszából, a Marosból és a Körösökből is. A Tiszából 1920-ban Vásárosnaménynál, 1933-ban Tiszafürednél, 1953-ban Tiszakécskénél még fogtak, később azonban már csak a Dunából, elvétve egy-egy példányt. A legutóbbi hármat is a Dunából fogták: 1957-ben Paksnál egy 2,7 méterest, 1972-ben Ercsinél egy 120 kilóst, majd ismét Paksnál, 1986-ban egy 3 méteres, 180 kilós példányt. Sajnálatos módon a Kárpát-medencében a többi anadrom tokféle az Acipenser güldenstaedti – vágó tok, az Acipenser nudiventris – sima tok, és az Acipenser stellatus – sőregtok is a kihalás szélére került.

### Mesterséges tenyésztése
Az 1970-es években Magyarországon sikeres kísérleteket folytattak a kecsege és a viza keresztezésével. A hibridet „vicsegének” nevezték el. Később azonban a tenyészanyag fenntartási nehézségei miatt, az ilyen programok megszűntek. A magyarországi toktenyésztésnek a VIZA 2020 program ad új lehetőséget. Ez a program a fajok mesterséges szaporítását, telepítését és a még megmaradt élőhelyek rekonstruálását is magában foglalja. Például 2010 szeptemberében visszatelepítési program keretében 100 kishalat engedtek a Dunába. A 2010 novemberében az Ercsinél a Dunába engedett jelölt vizaivadékok közül a Vaskapunál már ki is fogtak példányt román halászok. A hal 10 nap alatt több mint 650 kilométert tett meg. A kifogott vizát lefotózták, videófelvételt készítettek róla, és visszahelyezték a Dunába, hogy folytatni tudja útját a Fekete-tenger felé. Később a No.10998 jelű viza el is érte a Duna deltát, ezáltal bizonyossá vált, hogy a Duna felső szakaszáról a halak valóban eljutnak tengeri élőhelyükig.

### Dunai halászata

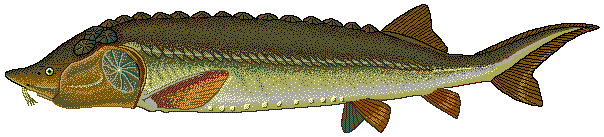

Ősszel a téli szállást kereső halak a víz felszínén lomhán úszkáltak, csak kelepcébe kellett csalni az úgynevezett „vizafogó tanyán”.
A vizafogó tanyát a halászoknak időben elő kellett készíteni. Cégével karókat vertek le a vízbe a varsa számára. A viza beúszott a varsába, és bennrekedt.
Ha még jégolvadás előtt történt a halászat, szigonyt vágtak a hal hasába.
Az ívásra vonuló vizákat két hajó közé kifeszített hálóval halászták a zátonyos, gázlós folyószakaszokon.

## Védettsége
Magyarországon védett faj, természetvédelmi értéke tízezer forint.

## Galéria

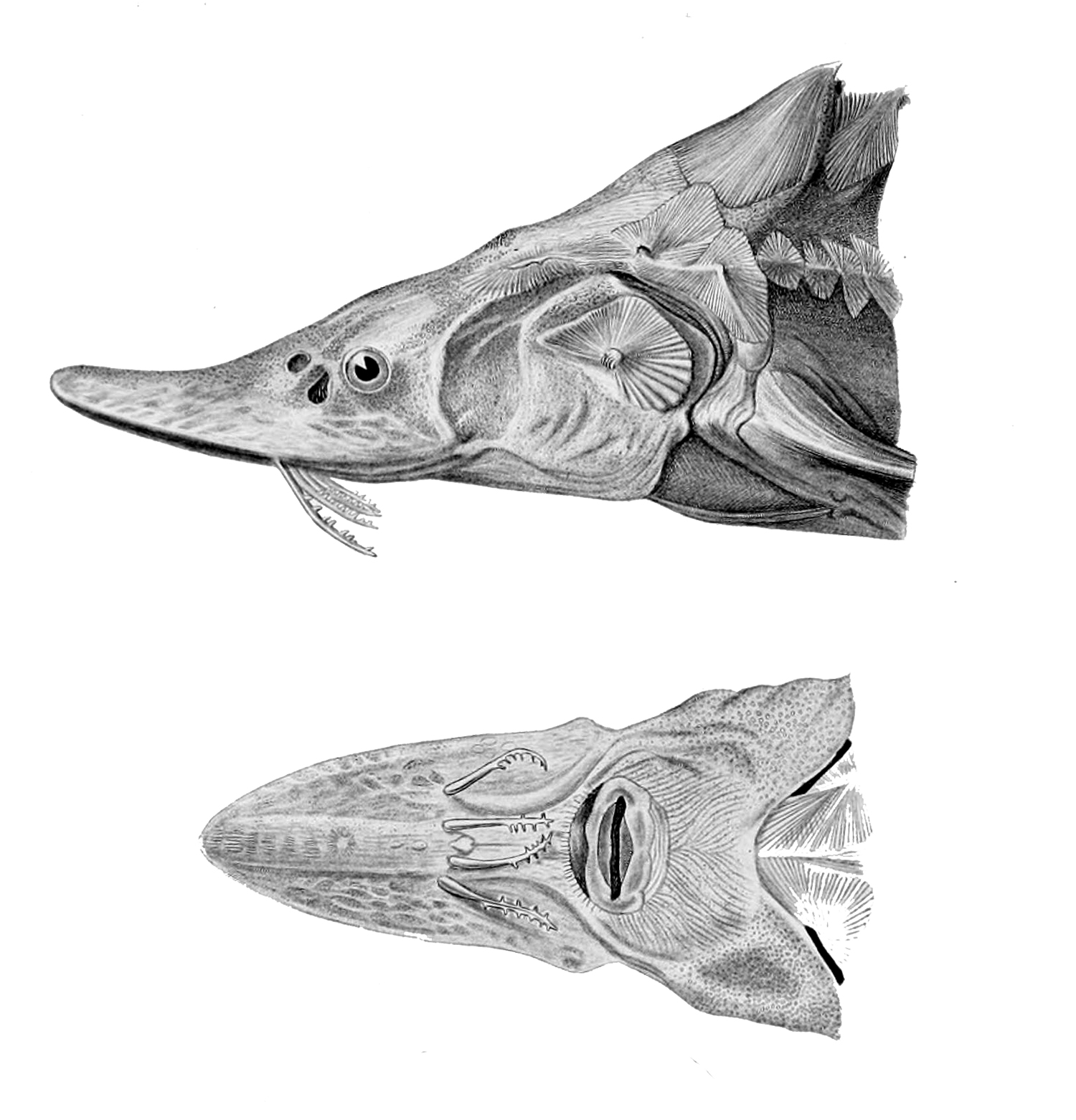
Vizafej
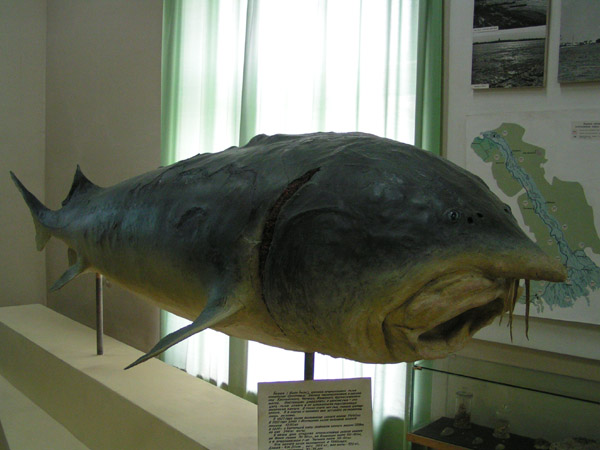
Asztrahánban kiállított preparátum a Huso huso caspicusról
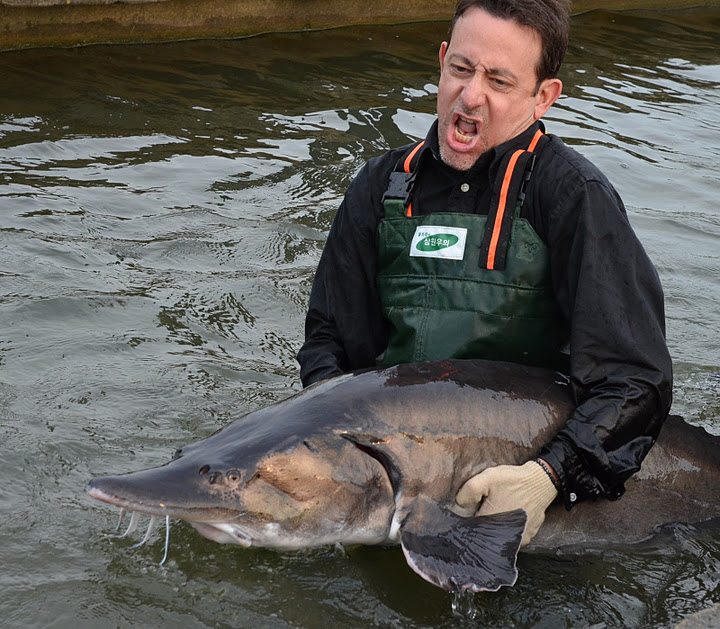
Egy kaviárfarmon tartott viza Dél-Koreában
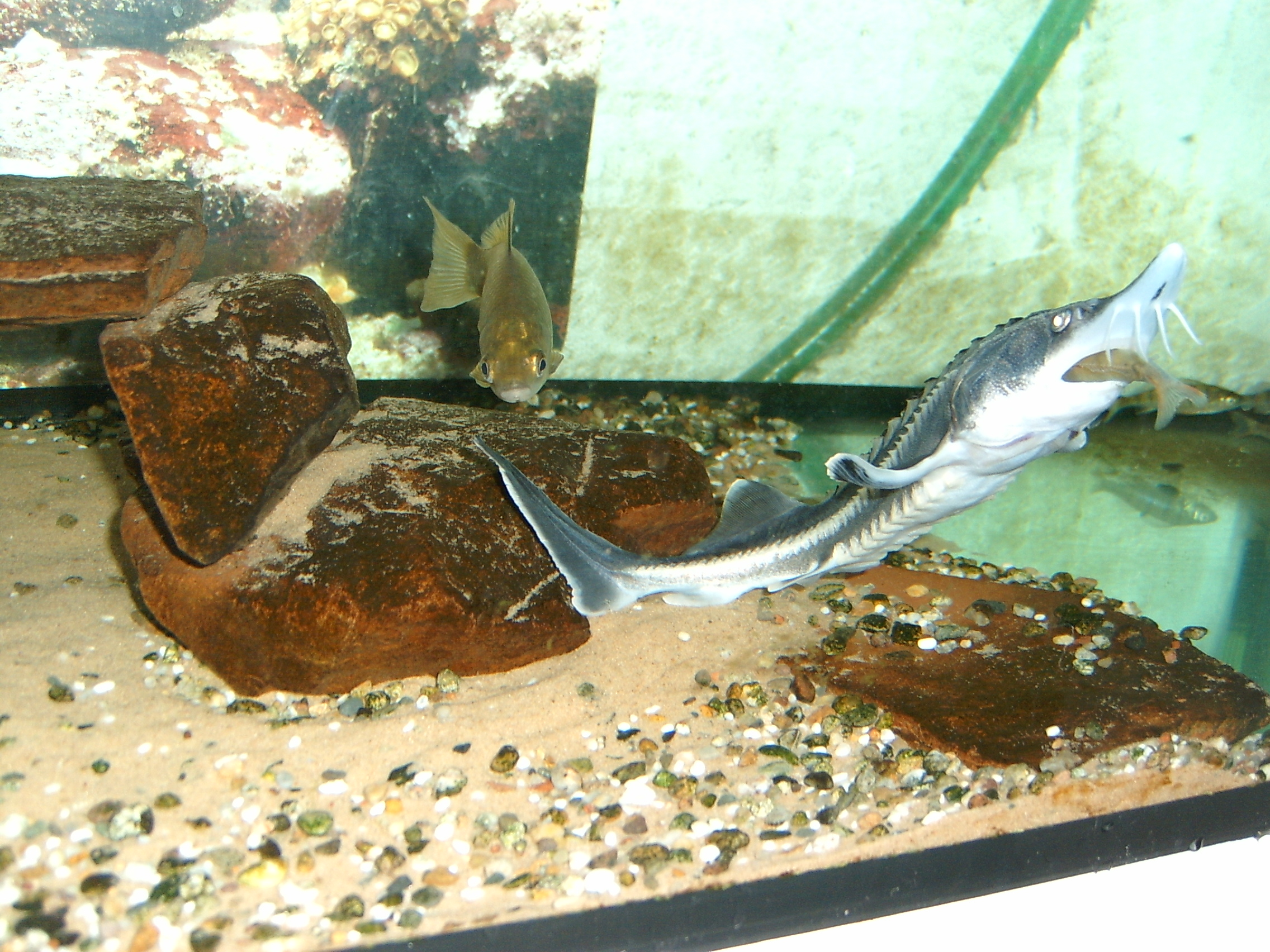
Akváriumban tartott fiatal viza

## További információk

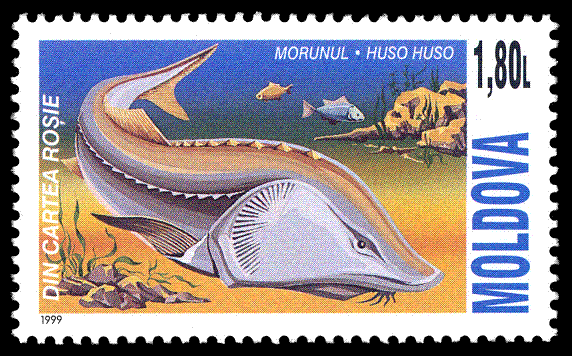
1999-es moldovai postabélyeg a vizáról

### Internetes leírások a vizáról
- A faj szerepel a Természetvédelmi Világszövetség Vörös Listáján. IUCN. (Hozzáférés: 2010. november 29.)
- A faj adatlapja a FishBase oldalán. FishBase. (Hozzáférés: 2010. november 29.)
- Beluga Huso huso (Linnaeus, 1758). BioLib.cz. (Hozzáférés: 2010. november 29.)
- A taxon adatlapja az ITIS adatbázisában. Integrated Taxonomic Information System. (Hozzáférés: 2010. november 29.)
- Beluga (Huso huso) (angol nyelven). ARKIVE. [2010. május 25-i dátummal az eredetiből archiválva]. (Hozzáférés: 2010. október 29.)
- Huso huso (Linnaeus, 1758) (angol nyelven). Encyclopedia of Life. [2011. július 14-i dátummal az eredetiből archiválva]. (Hozzáférés: 2010. október 29.)

## Ajánlott magyar nyelvű könyvek
- Dudich, E., Loksa, I. (1987): Állatrendszertan – Tankönyvkiadó, Budapest ISBN 9631805433
- Papp, L.(1996): Zootaxonómia – egységes jegyzet – Állatorvostudományi Egyetem, Budapest
- Deckert, K. et al (1974): Uránia Állatvilág: halak, kétéltűek, hüllők – Gondolat Kiadó, Budapest ISBN 9632801385